# SN 1999bc
SN 1999bc – supernowa typu Ic odkryta 19 lutego 1999 roku w galaktyce M+03-22-14. W momencie odkrycia miała maksymalną jasność 18,90m.